# Sumner White
Sumner Wheeler White III (Nova Iorque, 17 de novembro de 1929 — Summit, 24 de outubro de 1988) foi um velejador estadunidense, medalhista olímpico. Ele competiu nos Jogos Olímpicos de Verão de 1952 na classe 5.5 Metre e conquistou a medalha de ouro a bordo do Complex II, ao lado de Britton Chance, Michael Schoettle e Edgar White.
White se formou na Universidade Harvard em 1952. Ele então começou uma carreira como banqueiro de investimentos e trabalhou por muitos anos para a First Boston Corporation. Sumner e Edgar foram os primeiros gêmeos a ganhar uma medalha de ouro olímpica para os Estados Unidos.